# Rom (rivière)
Pour les articles homonymes, voir Rom.
Le Rom ou Rambach est une rivière des Alpes, située en Suisse et en Italie. Elle s'écoule dans le Val Müstair avant de se jeter dans l'Adige.

### Sources
- (de) Cet article est partiellement ou en totalité issu de l’article de Wikipédia en allemand intitulé « Rambach » (voir la liste des auteurs).